# Taebaek
Taebaek is een stad in de Zuid-Koreaanse provincie Gangwon-do. De stad telt 52.000 inwoners en ligt in het oosten van het land. Met een hoogte van 650 meter is Taebaek de hoogst gelegen stad van Zuid-Korea.

## Stedenbanden
- Helong, China
- Baguio City, Filipijnen
- Suzhou, China
- Gao'an, China
- Changchun, China